# Hatsuo Rōyama
Hatsuo Rōyama (jap. 盧山初雄 Rōyama Hatsuo; ur. 1948) – japoński karateka stylu kyokushin, szef organizacji Kyokushinkan, posiadacz stopnia 9 dan. 
Trening karate rozpoczął w szkole średniej, pod okiem założyciela stylu kyokushin - Masutatsu Ōyamy. W wieku 19 lat zdobył stopień shodan. W ciągu swej kariery zawodniczej zdobył m.in. mistrzostwo Japonii oraz 2. miejsce w 1. mistrzostwach świata. Przez pewien okres startował także na ringach kick-boxerskich.
Po śmierci założyciela stylu kyokushin Masutatsu Ōyama, w 1994 r. nastąpił rozłam w organizacji IKO (International Kyokushin Organisation), w wyniku którego IKO podzieliło się na kilka organizacji (IKO1, IKO2, IKO3, itp.). Hatsuo Rōyama pozostał wówczas w organizacji IKO1. Jednak w 2003 r. odłączył się od niej i stworzył wraz z shihanem Tsuyoshi Hiroshige własną organizację, którą nazwał Kyokushinkan.